# Цигалко Юрій Володимирович
Юрій Володимирович Цигалко (біл. Юрый Уладзіміравіч Цыгалка; нар. 27 травня 1983, Мінськ, Білоруська РСР) — білоруський футболіст, воротар.

## Життєпис
2000 року розпочав кар'єру футболіста у складі мінського «Динамо-Юні». Пізніше виступав в основній команді, а також у кам'яногорському «Востоку», потім перейшов до берестейського «Динамо». З 2008 по 2009 рік захищав кольори румунського клубу «Пандурій», у 2009 році знову повернувся до «Востоку», і вже у 2010 році перейшов до «Шахтаря» із Солігорська. З 2010 року є основним воротарем солігорського «Шахтаря», з яким чотири рази поспіль вигравав срібні нагороди. У сезоні 2013 року тривалий час допомагав «Шахтарю» вийти вперед, випустивши «суху» серію тривалістю 918 хвилин. 
З 2002 по 2004 рік був гравцем молодіжної збірної Білорусії, з якою виступив на молодіжному чемпіонаті Європи в Німеччині. Також, у 2002 році дебютував у складі національної збірної, за яку провів 3 матчі.
У січні 2014 року покинув «Шахтар» і незабаром оголосив про завершення кар'єри.

## Особисте життя
Брат-близнюк, Максим Цигалко, який завершив кар'єру через травму.

## Статистика виступів
| Сезон    | Дивізіон | Клуб                  | Країна    | Матчі | Голи |
| -------- | -------- | --------------------- | --------- | ----- | ---- |
| 2000     | Д3       | «Динамо-2»            | Білорусь  | 6     | -9   |
| 2000     | Д2       | «Динамо-Юні»          | Білорусь  | 10    | -13  |
| 2001 (1) | Д2       | «Динамо-Юні»          | Білорусь  | 6     | -5   |
| 2001 (2) | Д1       | «Динамо» (Мінськ)     | Білорусь  | 8     | -6   |
| 2002     | Д1       | «Динамо» (Мінськ)     | Білорусь  | 18    | -15  |
| 2003     | Д1       | «Динамо» (Мінськ)     | Білорусь  | 21    | -19  |
| 2004 (1) | Д1       | «Динамо» (Мінськ)     | Білорусь  | 10    | -4   |
| 2004 (2) | Д2       | «Динамо-Юні»          | Білорусь  | 8     | -15  |
| 2005 (1) | Д1       | «Восток»              | Казахстан | 8     | -2   |
| 2005 (2) | Д1       | «Динамо» (Мінськ)     | Білорусь  | 4     | -2   |
| 2006     | Д1       | «Динамо-Берестя»      | Білорусь  | 19    | -25  |
| 2007 (1) | Д1       | «Динамо-Берестя»      | Білорусь  | 8     | -10  |
| 2009 (2) | Д1       | «Восток»              | Казахстан | 10    | -23  |
| 2010     | Д1       | «Шахтар» (Солігорськ) | Білорусь  | 24    | -16  |
| 2011     | Д1       | «Шахтар» (Солігорськ) | Білорусь  | 28    | -21  |
| 2012     | Д1       | «Шахтар» (Солігорськ) | Білорусь  | 28    | -21  |
| 2013     | Д1       | «Шахтар» (Солігорськ) | Білорусь  | 20    | -10  |

## Досягнення
- Білоруська футбольна вища ліга
  -  Чемпіон (1): 2004
  -  Срібний призер (7): 2001, 2005, 2006, 2010, 2011, 2012, 2013
  -  Бронзовий призер (1): 2003

- Кубок Білорусі
  -  Володар (2): 2002/03, 2013/14

- У списку 22 найкращих гравців чемпіонату Білорусі: 2012
- Входить до Клубу «сухих» воротарів